# Slag bij Thoroughfare Gap
De Slag bij Thoroughfare Gap vond plaats op 28 augustus 1862 in Fauquier County en Prince William County, Virginia tijdens de Amerikaanse Burgeroorlog. Deze slag is ook gekend onder de naam Slag bij Chapman's Mill en maakt deel uit van de Veldtocht in Noord-Virginia. Eenheden onder leiding van generaal-majoor James Longstreet verdreven met succes eenheden onder leiding van de Noordelijke brigadegeneraal James B. Ricketts en kolonel Percy Windham. Dit vergemakkelijkte de aansluiting tussen de eenheden van Longstreet en die van Thomas Jackson tijdens de Tweede Slag bij Bull Run.

## Achtergrond
Op 26 augustus marcheerde generaal-majoor Stonewall Jackson met zijn korps door de Thoroughfare Gap om de Noordelijke opslagplaatsen bij Manassas Junction te vernietigen. De Noordelijke generaal-majoor Irwin McDowell vertrok vanuit Warrenton om Jackson aan te vallen. Om zijn linkerflank te beveiligen stuurde hij brigadegeneraal James B. Ricketts’ brigade en de 1st New Jersey Cavalry onder leiding van Sir Percy Windham naar de pas. Ricketts hield halt in Gainesville op ongeveer 9 km ten oosten van de pas, terwijl Wyndham de pas zelf bezette. Ondertussen marcheerde het korps van generaal-majoor James Longstreet op dezelfde route die Jackson genomen had. In de late avond van de 27ste augustus naderde Longstreet Thoroughfar Gap.

## De slag
Rond 09.30u op 28 augustus kapten Wyndhams cavaleristen bomen om, om de oostelijke toegang tot de pas te blokkeren. Longstreets voorhoede zag de Noordelijke bedrijvigheid. Wyndham stuurde onmiddellijk een koerier naar Ricketts in Gainesville met het nieuws van Longstreets aanwezigheid. Ricketts kwam echter traag vooruit. Rond 14.00u bereikte Ricketts Haymarket op ongeveer 5 km ten oosten van Wyndham. Ondertussen had Wyndham de pas moeten vrijgeven waarop Longstreet deze bezette. De Noordelijke stellingen waren niettemin sterk. Ze hadden posities ingenomen op de lage heuvelruggen ten oosten van de pas zodat de weg naar Gainesville gemakkelijk te verdedigen was. De Zuidelijken hadden geen bezit genomen van de heuvels ten noorden en ten zuiden van de pas.
Om deze Noordelijke tegenstand te verjagen, stelde Longstreet een plan op. Hij zou de hogere grond langs beide zijden van de pas innemen en de Noordelijke stellingen flankeren via de oostelijke helling. De 9th Georgia onder leiding van kolonel George T. Anderson werd naar Chapman’s Hill gestuurd ten oosten van de pas om de Noordelijke aanval van de 11th Pennsylvania te verjagen. De ironie wilde dat de Noordelijken hun eigen omgehakte bomen moesten opruimen om de Zuidelijken te bereiken. Anderson gebruikte deze tijd om de helft van zijn brigade naar de noordelijke hellingen bij de pas te sturen. Ondertussen had hij nog genoeg soldaten over om de Noordelijken te baas te blijven. Ten zuiden van de pas liepen de 2nd en 20th Georgia de hellingen op om deze voor de Noordelijken te bereiken. De Zuidelijken wonnen en verdreven de eveneens toesnellende 13th Massachusetts.
Nu de pas stevig in Zuidelijke handen was, werd kolonel Evander M. Laws brigade via de noordelijke hellingen naar de vijandelijke rechterflank gestuurd. Ondertussen had brigadegeneraal Cadmus M. Wilcox drie brigades via de 9 km verderop gelegen Hopewell Gap gestuurd om de Noordelijke stellingen te flankeren en de vluchtwegen af te snijden. Toen Laws brigade via de oostelijke hellingen de Noordelijke rechterflank aanviel, stuurde Ricketts de 84th New York naar voor om de vijandelijke aanval tijdelijk te stoppen. De 2nd en 20th Georgia vielen nu de Noordelijke linkerflank aan. Ricketts kon zijn stellingen niet meer behouden. Hij trok zijn troepen terug naar Gainesville. Hierdoor ontsnapte hij aan Wilcox die op weg was om zijn vluchtweg af te snijden.

## Gevolgen
In deze slag vielen weinig slachtoffers. Beide partijen samen telden ongeveer 100 slachtoffers. Deze slag had echter strategisch belang. Ricketts zag het belang niet in om de twee vijandelijke vleugels gescheiden te houden. In plaats van zijn eenheden in te graven in een sterke defensieve positie bij de pas, liet hij enkel cavalerie de pas bewaken. Zijn hoofdmacht lag een halve dagmars verder in Gainesville om de spoorwegen aldaar te beschermen. Zo verloor hij het voordeel om met een kleine legermacht Longstreet tegen te houden. Dit leidde tot de vereniging van beide Zuidelijke vleugels bij Bull Run. Dit speelde mee in de nederlaag van Pope in de Tweede Slag bij Bull Run op 29 augustus.